# Catanduanes
Catanduanes (tagalo: Katanduwanes) es una provincia en la región de Bicolandia en Filipinas. Su capital es Virac.
El nombre de la provincia se deriva del tando, un árbol local.

## Historia
La mayor parte de la historia de la provincia y toda la historia suya antes del 1775 se ha perdido debido a los numerosos ataques moros, que resultaban en destrucción extendida.

## Demografía
El bicolano es el idioma principal de la provincia y la religión de la mayoría es el catolicismo.

## División territorial
Estos son los municipios de la provincia, con capital en el municipio de Virac.
| Nombre     | Población (censo de 2020) | Número de barangayes |
| ---------- | ------------------------- | -------------------- |
| Bagamanoc  | 11 086                    | 18                   |
| Baras      | 13 484                    | 29                   |
| Bato       | 21 748                    | 27                   |
| Caramoran  | 32 114                    | 27                   |
| Gigmoto    | 8 712                     | 9                    |
| Pandan     | 21 473                    | 26                   |
| Panganiban | 9 713                     | 23                   |
| San Andrés | 38 480                    | 38                   |
| San Miguel | 15 680                    | 24                   |
| Viga       | 22 869                    | 31                   |
| Virac      | 76 520                    | 63                   |

## Enlaces externos

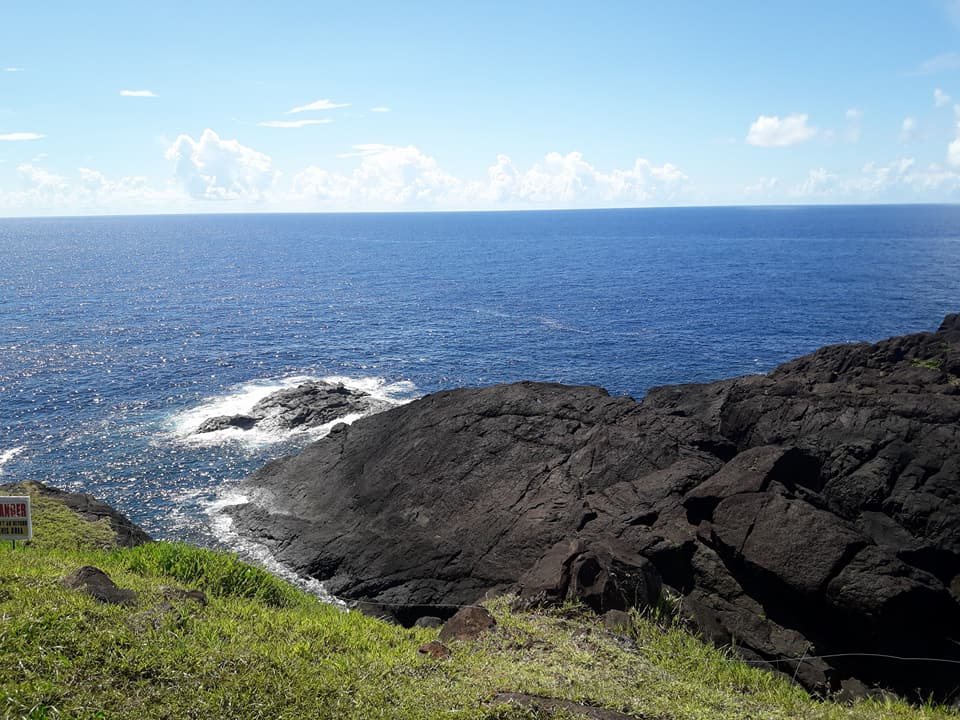
Punta de Binurong